# Alveolata
Los alveolados (Alveolata) son uno de los principales grupos de protistas con unas 11.500 especies descritas. Comprende organismos fotosintéticos, heterótrofos de vida libre o parásitos. Se caracterizan por la presencia de alvéolos corticales, vesículas planas dispuestas en una capa continua que apoya la membrana y de la que toman el nombre. Existen tres grupos principales, que son muy diferentes en forma, pero que están relacionados desde un punto de vista ultraestructural y genético: Ciliophora (ciliados) depredadores, Apicomplexa (apicomplejos) endoparásitos de animales y Dinoflagellata (dinoflagelados) fotosintéticos, predadores o parásitos. Adicionalmente, se han reconocido recientemente varios pequeños grupos de alveolados nuevos. Entre los apicomplejos se incluyen los coccidios y los Plasmodium, causantes de enfermedades muy graves en los seres humanos, mientras que algunos dinoflagelados son simbiontes de los corales o pueden producir mareas rojas. 

## Características
La característica compartida más notable es la presencia de alvéolos corticales, vesículas planas dispuestas en una capa continua que apoya la membrana, formando típicamente una película flexible. En el caso de los apicomplejos parásitos, los alvéolos corticales están relacionados con la movilidad y facilitan la invasión de las células del huésped, por lo que tienen una gran importancia médica. En los dinoflagelados usualmente contienen celulosa y forman las placas de una armadura. Por último, en los ciliados forman parte del complejo cortical, que soporta los extrusomas, los cuerpos basales de los cilios y el intrincado citoesqueleto cortical. Otras características de los alveolados son sus mitocondrias con crestas tubulares y sus flagelos o cilios con estructuras distintivas.
Dinoflagelados y apicomplejos están más relacionados entre sí que con los ciliados. Ambos tienen plastos ( cloroplastos en Dinoflagellata y apicoplastos no fotosintéticos en Apicomplexa) y la mayoría comparte un paquete o cono de microtúbulos en la parte superior de la célula. En los apicomplejos forman parte de un complejo utilizado para penetrar en células huésped, mientras que en algunos dinoflagelados no fotosintéticos forman un pedúnculo usado para ingerir a la presas.

## Filos

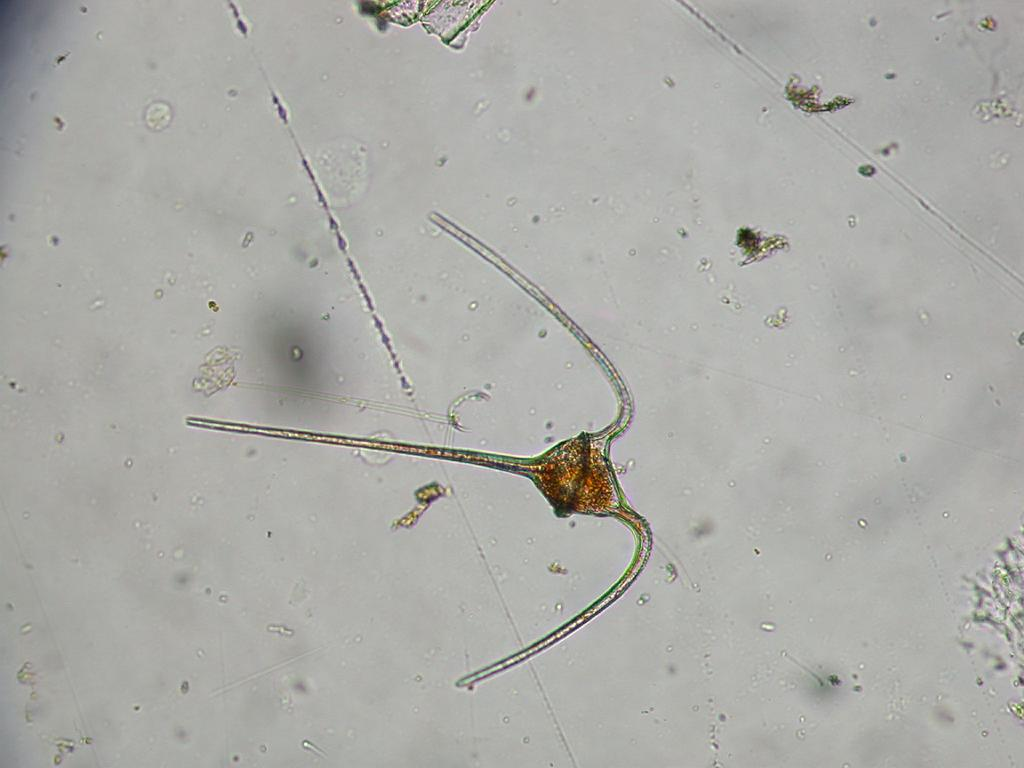
El dinoflagelado Ceratium

Alveolata incluye dos filos bien conocidos:
- Ciliophora (ciliados). Es uno de los grupos de protistas más conocidos, caracterizados por presentar miles de cortos cilios dispuestos en líneas que utilizan para la locomoción o la alimentación. Son heterótrofos que se alimentan fagocitando partículas orgánicas, depredadores o parásitos.
- Miozoa (miozoos). Incluye los dinoflagelados, flagelados mayoritariamente marinos, muchos de los cuales tienen cloroplastos, pero otros son depredadores, parásitos, simbiontes de corales, algunos pueden producir mareas rojas y los apicomplejos exclusivamente endoparásitos de animales, con un apicoplasto o plasto no fotosintético y que no poseen estructuras locomotrices excepto en sus gametos, grupo que comprende entre otros, coccidios y Plasmodium, causantes de enfermedades muy graves en los seres humanos,

Recientemente se han reconocido nuevos grupos de alveolados dentro del filo Miozoa que, por su posición basal en los árboles filogenéticos, son de gran interés para establecer las relaciones entre los distintos grupos de alveolados. Unos están relacionados con los apicomplejos y otros con los dinoflagelados. En la línea de los apicomplejos se incluye a los grupos:
- Chromerida. Carecen de complejo apical, pero contienen un plasto completamente funcional (Chromera, Vitrella). Se les considera los organismos fotosintéticos más próximos a los apicomplejos.

- Colpodellida. Caracterizados por poseer un complejo apical similar al de los apicomplejos. Son predadores de otros protistas (Alphamonas, Colpodella, Voromonas).

En la línea de los dinoflagelados se incluye:
- Perkinsozoa. Parásitos intracelulares de moluscos (Perkinsus) y de protistas (Cryptophagus, Parvilucifera, Rastrimonas), que probablemente tengan un plasto degenerado y un complejo apical incompleto.

Finalmente, otros grupos son basales a la línea Apicomplexa/Dinoflagellata:
- Acavomonidia. Son organismos biflagelados marinos, de agua dulce y que también pueden encontrarse en el suelo, rápidos nadadores y predadores de otros flagelados más pequeños (Acavomonas). Son muy similares a Colponemidia, pero se diferencian de ellos en que no presentan el surco de alimentación longitudinal.

- Colponemidia. Al igual que los anteriores, son organismos biflagelados marinos, de agua dulce y que también pueden encontrarse en el suelo, rápidos nadadores y predadores de otros flagelados más pequeños (Colponema). Presentan un surco de alimentación longitudinal, pero carecen de estructuras que presentan muchos alveolados (cono apical, roptrias, cilios, etc).

Estos grupos inicialmente se clasificaron en Protalveolata, el cual actualmente se considera  parafilético. Varios otros géneros están íntimamente relacionados con estos grupos, principalmente dinoflagelados con una estructura apical similar. Estos incluyen los parásitos Ellobiopsida (Ellobiopsis, Thalassomyces), Oxyrrhinaceae (Oxyrrhis) y Syndiniales. Por su parte, Syndiniales incluye las líneas descubiertas en 2001 mediante la amplificación directa de genes de ARNr de muestras marinas de picoplancton, denominadas provisionalmente grupos I y II de alveolados marinos.

## Origen

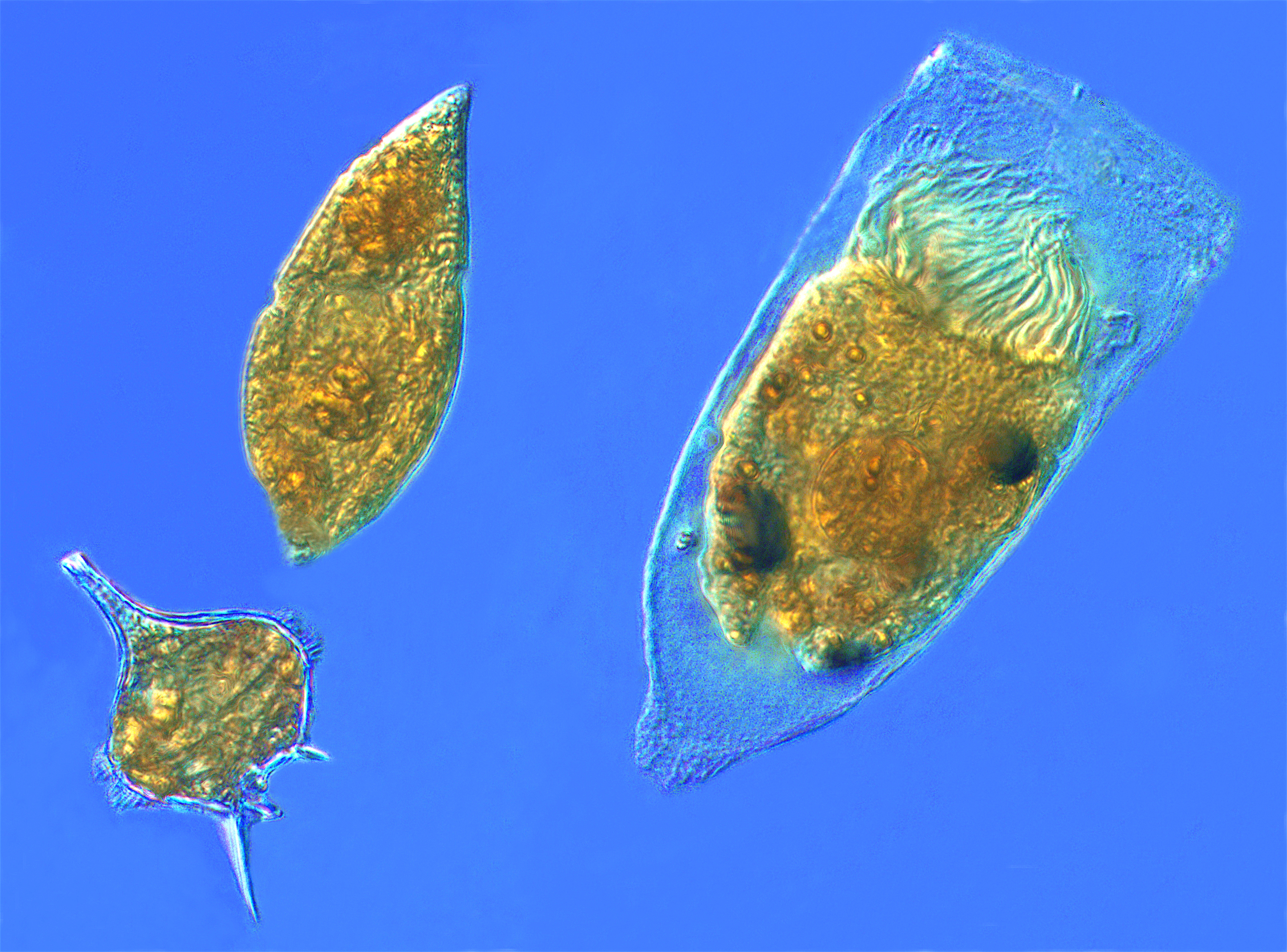
Componentes del plancton: A la izquierda los dinoflagelados Gyrodinium y Protoperidinium, y a la derecha el ciliado Favella.

Las relaciones entre los grupos principales de alveolados fueron sugeridas durante los años 80, Cavalier-Smith introdujo el nombre formal de Alveolata en 1991 y las relaciones fueron posteriormente confirmadas por análisis filogenéticos. Es probable que los alveolados ancestrales hayan sido similares a los protalveolados, los cuales presentan características ancestrales como la de ser biflagelados acuáticos, rápidos nadadores y predadores, que presentaban ya alvéolos corticales.
La procedencia de los plastos en los alveolados es motivo de controversia. Los cloroplastos de los dinoflagelados tienen cuatro membranas y clorofilas a y c, por lo que se supone que son resultado de una endosimbiosis secundaria de un alga roja. Los apicomplejos presentan plastos no fotosintéticos o apicoplastos, mientras que los ciliados no poseen plastos. El antecesor de los alveolados podría haber sido fotosintético y después algunos grupos perdieron los cloroplastos. Sin embargo, como los plastos aparecen solamente en los grupos relativamente avanzados, otros piensan que los alveolados carecían de ellos originalmente. Cavalier-Smith supone que una única endosimbiosis secundaria dio lugar al antecesor de todos los organismos que presentan cloroplastos de procedencia de un alga roja. Entre ellos están Alveolata, Stramenopiles, Cryptophyta y Haptophyta, que junto a otros grupos relacionados como Rhizaria y Centrohelida, él incluye en el reino Chromista. 
Los genomas de los plastos de la mayoría de los alveolados están muy simplificados, por lo que proporcionan pocos genes para los análisis filogenéticos. Sin embargo, el descubrimiento de nuevas líneas de alveolados relacionados con los apicomplejos (por ejemplo, Chromera, Vitrella) que poseen genomas plasticiales más completos, ha confirmado una relación robusta entre los distintos plastos del Supergrupo SAR (Stramenopiles + Alveolata + Rhizaria). Sin embargo, todavía persiste la duda si los plastos se diseminaron entre los organismos por herencia a partir de un antecesor común o fueron conseguidos por los distintos grupos por medio de transferencias horizontales.

## Filogenia
El análisis genético a nivel de las subunidades mayor y menor del ADNr nuclear han dado el como resultado las siguientes relaciones filogenéticas:
|  | Dinoflagellata |
|  |                |
|  | Perkinsozoa    |
|  |                |

|             | Apicomplexa s.s. (=Sporozoa)                                |
|             |                                                             |
| Apicomonada | \| \| Chromerida \| \| \| \| \| \| Colpodellida \| \| \| \| |
|             | \| \| Chromerida \| \| \| \| \| \| Colpodellida \| \| \| \| |
|             | Chromerida                                                  |
|             |                                                             |
|             | Colpodellida                                                |
|             |                                                             |

|  | Chromerida   |
|  |              |
|  | Colpodellida |
|  |              |

|  | Dinoflagellata |
|  |                |
|  | Perkinsozoa    |
|  |                |

|             | Apicomplexa s.s. (=Sporozoa)                                |
|             |                                                             |
| Apicomonada | \| \| Chromerida \| \| \| \| \| \| Colpodellida \| \| \| \| |
|             | \| \| Chromerida \| \| \| \| \| \| Colpodellida \| \| \| \| |
|             | Chromerida                                                  |
|             |                                                             |
|             | Colpodellida                                                |
|             |                                                             |

|  | Chromerida   |
|  |              |
|  | Colpodellida |
|  |              |

|  | Dinoflagellata |
|  |                |
|  | Perkinsozoa    |
|  |                |

|             | Apicomplexa s.s. (=Sporozoa)                                |
|             |                                                             |
| Apicomonada | \| \| Chromerida \| \| \| \| \| \| Colpodellida \| \| \| \| |
|             | \| \| Chromerida \| \| \| \| \| \| Colpodellida \| \| \| \| |
|             | Chromerida                                                  |
|             |                                                             |
|             | Colpodellida                                                |
|             |                                                             |

|  | Chromerida   |
|  |              |
|  | Colpodellida |
|  |              |

|  | Dinoflagellata |
|  |                |
|  | Perkinsozoa    |
|  |                |

|             | Apicomplexa s.s. (=Sporozoa)                                |
|             |                                                             |
| Apicomonada | \| \| Chromerida \| \| \| \| \| \| Colpodellida \| \| \| \| |
|             | \| \| Chromerida \| \| \| \| \| \| Colpodellida \| \| \| \| |
|             | Chromerida                                                  |
|             |                                                             |
|             | Colpodellida                                                |
|             |                                                             |

|  | Chromerida   |
|  |              |
|  | Colpodellida |
|  |              |

|  | Dinoflagellata |
|  |                |
|  | Perkinsozoa    |
|  |                |

|             | Apicomplexa s.s. (=Sporozoa)                                |
|             |                                                             |
| Apicomonada | \| \| Chromerida \| \| \| \| \| \| Colpodellida \| \| \| \| |
|             | \| \| Chromerida \| \| \| \| \| \| Colpodellida \| \| \| \| |
|             | Chromerida                                                  |
|             |                                                             |
|             | Colpodellida                                                |
|             |                                                             |

|  | Chromerida   |
|  |              |
|  | Colpodellida |
|  |              |

|  | Dinoflagellata |
|  |                |
|  | Perkinsozoa    |
|  |                |

|             | Apicomplexa s.s. (=Sporozoa)                                |
|             |                                                             |
| Apicomonada | \| \| Chromerida \| \| \| \| \| \| Colpodellida \| \| \| \| |
|             | \| \| Chromerida \| \| \| \| \| \| Colpodellida \| \| \| \| |
|             | Chromerida                                                  |
|             |                                                             |
|             | Colpodellida                                                |
|             |                                                             |

|  | Chromerida   |
|  |              |
|  | Colpodellida |
|  |              |

|  | Dinoflagellata |
|  |                |
|  | Perkinsozoa    |
|  |                |

|             | Apicomplexa s.s. (=Sporozoa)                                |
|             |                                                             |
| Apicomonada | \| \| Chromerida \| \| \| \| \| \| Colpodellida \| \| \| \| |
|             | \| \| Chromerida \| \| \| \| \| \| Colpodellida \| \| \| \| |
|             | Chromerida                                                  |
|             |                                                             |
|             | Colpodellida                                                |
|             |                                                             |

|  | Chromerida   |
|  |              |
|  | Colpodellida |
|  |              |

|  | Dinoflagellata |
|  |                |
|  | Perkinsozoa    |
|  |                |

|             | Apicomplexa s.s. (=Sporozoa)                                |
|             |                                                             |
| Apicomonada | \| \| Chromerida \| \| \| \| \| \| Colpodellida \| \| \| \| |
|             | \| \| Chromerida \| \| \| \| \| \| Colpodellida \| \| \| \| |
|             | Chromerida                                                  |
|             |                                                             |
|             | Colpodellida                                                |
|             |                                                             |

|  | Chromerida   |
|  |              |
|  | Colpodellida |
|  |              |

|  | Dinoflagellata |
|  |                |
|  | Perkinsozoa    |
|  |                |

|             | Apicomplexa s.s. (=Sporozoa)                                |
|             |                                                             |
| Apicomonada | \| \| Chromerida \| \| \| \| \| \| Colpodellida \| \| \| \| |
|             | \| \| Chromerida \| \| \| \| \| \| Colpodellida \| \| \| \| |
|             | Chromerida                                                  |
|             |                                                             |
|             | Colpodellida                                                |
|             |                                                             |

|  | Chromerida   |
|  |              |
|  | Colpodellida |
|  |              |

|  | Dinoflagellata |
|  |                |
|  | Perkinsozoa    |
|  |                |

|             | Apicomplexa s.s. (=Sporozoa)                                |
|             |                                                             |
| Apicomonada | \| \| Chromerida \| \| \| \| \| \| Colpodellida \| \| \| \| |
|             | \| \| Chromerida \| \| \| \| \| \| Colpodellida \| \| \| \| |
|             | Chromerida                                                  |
|             |                                                             |
|             | Colpodellida                                                |
|             |                                                             |

|  | Chromerida   |
|  |              |
|  | Colpodellida |
|  |              |

|  | Dinoflagellata |
|  |                |
|  | Perkinsozoa    |
|  |                |

|             | Apicomplexa s.s. (=Sporozoa)                                |
|             |                                                             |
| Apicomonada | \| \| Chromerida \| \| \| \| \| \| Colpodellida \| \| \| \| |
|             | \| \| Chromerida \| \| \| \| \| \| Colpodellida \| \| \| \| |
|             | Chromerida                                                  |
|             |                                                             |
|             | Colpodellida                                                |
|             |                                                             |

|  | Chromerida   |
|  |              |
|  | Colpodellida |
|  |              |

|  | Dinoflagellata |
|  |                |
|  | Perkinsozoa    |
|  |                |

|             | Apicomplexa s.s. (=Sporozoa)                                |
|             |                                                             |
| Apicomonada | \| \| Chromerida \| \| \| \| \| \| Colpodellida \| \| \| \| |
|             | \| \| Chromerida \| \| \| \| \| \| Colpodellida \| \| \| \| |
|             | Chromerida                                                  |
|             |                                                             |
|             | Colpodellida                                                |
|             |                                                             |

|  | Chromerida   |
|  |              |
|  | Colpodellida |
|  |              |

|  | Dinoflagellata |
|  |                |
|  | Perkinsozoa    |
|  |                |

|             | Apicomplexa s.s. (=Sporozoa)                                |
|             |                                                             |
| Apicomonada | \| \| Chromerida \| \| \| \| \| \| Colpodellida \| \| \| \| |
|             | \| \| Chromerida \| \| \| \| \| \| Colpodellida \| \| \| \| |
|             | Chromerida                                                  |
|             |                                                             |
|             | Colpodellida                                                |
|             |                                                             |

|  | Chromerida   |
|  |              |
|  | Colpodellida |
|  |              |

|  | Dinoflagellata |
|  |                |
|  | Perkinsozoa    |
|  |                |

|             | Apicomplexa s.s. (=Sporozoa)                                |
|             |                                                             |
| Apicomonada | \| \| Chromerida \| \| \| \| \| \| Colpodellida \| \| \| \| |
|             | \| \| Chromerida \| \| \| \| \| \| Colpodellida \| \| \| \| |
|             | Chromerida                                                  |
|             |                                                             |
|             | Colpodellida                                                |
|             |                                                             |

|  | Chromerida   |
|  |              |
|  | Colpodellida |
|  |              |

|  | Dinoflagellata |
|  |                |
|  | Perkinsozoa    |
|  |                |

|             | Apicomplexa s.s. (=Sporozoa)                                |
|             |                                                             |
| Apicomonada | \| \| Chromerida \| \| \| \| \| \| Colpodellida \| \| \| \| |
|             | \| \| Chromerida \| \| \| \| \| \| Colpodellida \| \| \| \| |
|             | Chromerida                                                  |
|             |                                                             |
|             | Colpodellida                                                |
|             |                                                             |

|  | Chromerida   |
|  |              |
|  | Colpodellida |
|  |              |

|  | Dinoflagellata |
|  |                |
|  | Perkinsozoa    |
|  |                |

|             | Apicomplexa s.s. (=Sporozoa)                                |
|             |                                                             |
| Apicomonada | \| \| Chromerida \| \| \| \| \| \| Colpodellida \| \| \| \| |
|             | \| \| Chromerida \| \| \| \| \| \| Colpodellida \| \| \| \| |
|             | Chromerida                                                  |
|             |                                                             |
|             | Colpodellida                                                |
|             |                                                             |

|  | Chromerida   |
|  |              |
|  | Colpodellida |
|  |              |

## Galería

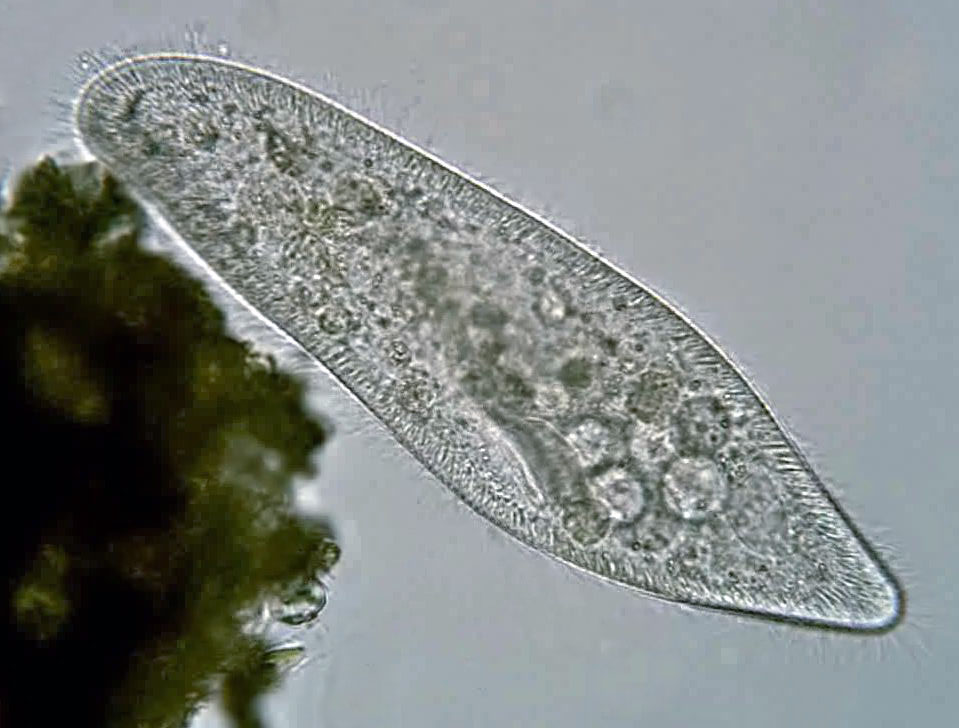
Paramecium caudatum (Ciliophora)
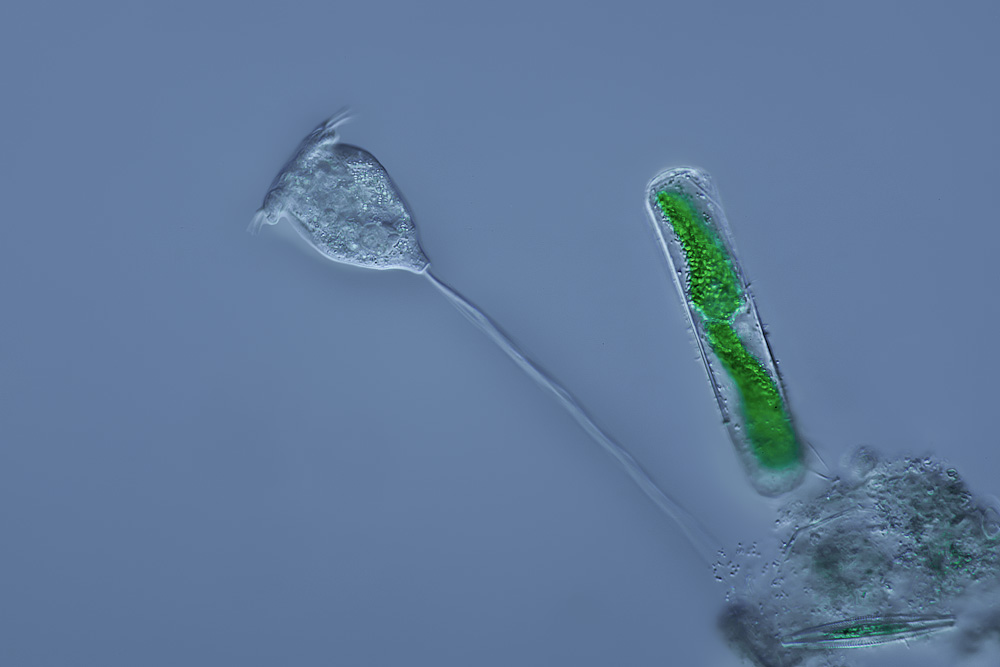
Vorticella (Ciliophora) (a la izquierda).
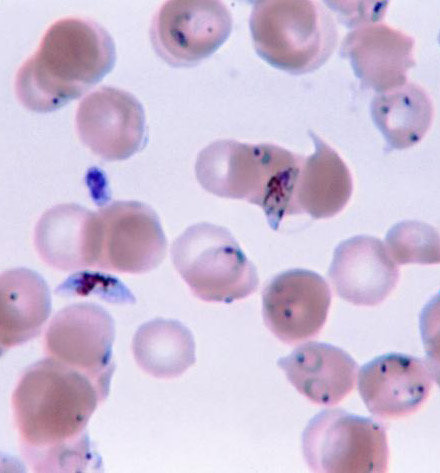
Plasmodium falciparum (Apicomplexa) entre glóbulos rojos.
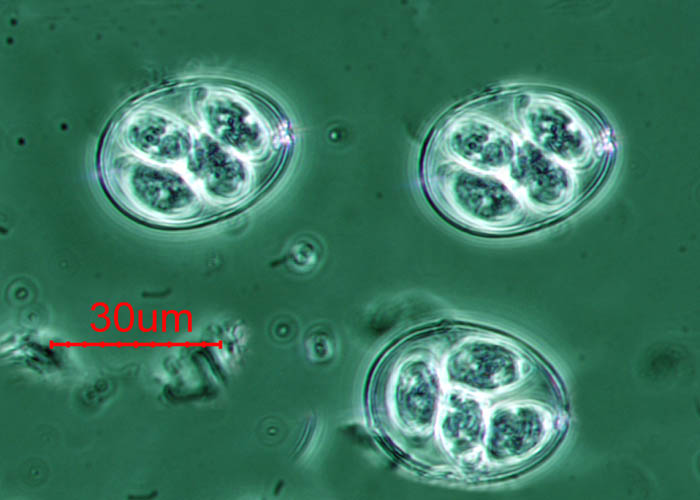
Ooquistes de Eimeria maxima (Apicomplexa)
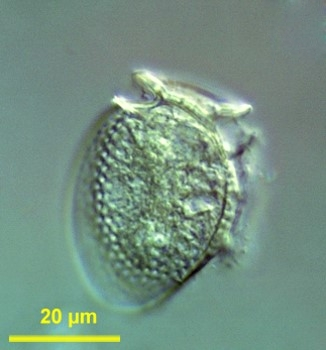
Dinophysis acuminata (Dinoflagellata)